# Miles Malleson
Miles Malleson (né le 25 mai 1888 à Croydon, dans le Surrey et mort le 15 mars 1969 à Londres) est un acteur et scénariste britannique.

## Filmographie partielle

### Comme acteur
- 1933 : Le Parfait Accord (Perfect Understanding) de Cyril Gardner
- 1934 : Nell Gwyn de Herbert Wilcox
- 1934 : L'amour triomphe ou Drame à Hollywood (Falling in Love) de Monty Banks
- 1935 : Les 39 Marches (The 39 Steps), d’Alfred Hitchcock
- 1936 : Marie Tudor (Tudor Rose) de Robert Stevenson
- 1937 : Knight Without Armour de Jacques Feyder
- 1937 : La Reine Victoria (Victoria the Great) d'Herbert Wilcox
- 1938 : Sixty Glorious Years de Herbert Wilcox
- 1940 : Le Voleur de Bagdad (The Thief of Bagdad) de Ludwig Berger, Michael Powell et Tim Whelan
- 1942 : This Was Paris de John Harlow
- 1942 : Unpublished Story de Harold French
- 1942 : They Flew Alone de Herbert Wilcox
- 1942 : Thunder Rock de Roy Boulting
- 1943 : Femmes en mission (The Gentle Sex) de Leslie Howard
- 1943 : The Demi Paradise de Anthony Asquith
- 1945 : Au cœur de la nuit (Dead of Night), d'Alberto Cavalcanti
- 1947 : Erreurs amoureuses (While the Sun Shines) d'Anthony Asquith : Horton
- 1948 : The Queen of Spades de Thorold Dickinson
- 1948 : The Mark of Cain de Brian Desmond Hurst
- 1948 : Idol of Paris de Leslie Arliss
- 1948 : One Night with You de Terence Young
- 1948 : Les Ennemis amoureux (Woman Hater), de Terence Young
- 1948 : Sarabande (Saraband for Dead Lovers) de Basil Dearden
- 1949 : Noblesse oblige (Kind Hearts and Coronets), de Robert Hamer
- 1949 : The Perfect Woman de Bernard Knowles
- 1949 : The History of Mr Polly de Anthony Pelissier
- 1949 : The Cardboard Cavalier de Walter Forde
- 1949 : Train of Events de Sidney Cole et Charles Crichton et Basil Dearden
- 1950 : Le Grand Alibi (Stage Fright) d’Alfred Hitchcock
- 1950 : The Golden Salamander de Ronald Neame
- 1951 : The Magic Box de John Boulting
- 1951 : The Man in the White Suit de Alexander Mackendrick
- 1951 : Scrooge de Brian Desmond Hurst
- 1952 : The Woman's Angle de Leslie Arliss
- 1952 : The Happy Family de Muriel Box
- 1952 : I Confess de Alfred Hitchcock
- 1952 : The Importance of Being Earnest de Anthony Asquith
- 1952 : Treasure Hunt de John Paddy Carstairs
- 1952 : Venitian Bird de Ralph Thomas
- 1952 : Folly to be Wise de Frank Launder
- 1953 : Capitaine Paradis (The Captain's Paradise) d'Anthony Kimmins
- 1955 : The Man Never Was de Ronald Neame
- 1955 : Geordie de Frank Launder
- 1955 : King's Rhapsody de Herbert Wilcox
- 1956 : Private's Progress de John Boulting
- 1956 : The Silken Affair de Roy Kellino
- 1956 : Dry Rot de Maurice Elvey
- 1956 : Three Men in a Boat de Ken Annakin
- 1957 : Happy is the Bride de Roy Boulting
- 1957 : The Naked Truth de Mario Zampi
- 1957 : Brothers in Law de Roy Boulting
- 1957 : The Admirable Crichton de Lewis Gilbert
- 1957 : All at Sea de Charles Frend
- 1957 : Le Cauchemar de Dracula (Horror of Dracula), de Terence Fisher
- 1957 : La Vallée de l'or noir (Campbell's Kingdom), de Ralph Thomas
- 1958 : Behind the Mask de Brian Desmond Hurst
- 1958 : And the Same to You de George Pollock
- 1958 : Gideon's Day de John Ford
- 1959 : Carlton-Browne of the F.O. de Roy Boulting et Jeffrey Dell
- 1959 : Le Chien des Baskerville (The Hound of the Baskervilles), de Terence Fisher
- 1959 : I m All Right Jack de John Boulting
- 1959 : The Captain's Table de Jack Lee
- 1960 : Le Voyeur (Peeping Tom) , de Michael Powell
- 1960 : Kidnapped de Robert Stevenson
- 1960 : Le Jour où l'on dévalisa la banque d'Angleterre (The Day They Robbed the Bank of England), de John Guillermin
- 1960 : Les Maîtresses de Dracula (The Brides of Dracula), de Terence Fisher
- 1961 : Les Chevaliers du démon (The Hellfire Club), de Robert S. Baker et Monty Berman
- 1961 : Fury at Smugglers Bay de John Gilling
- 1961 : Double Bunk de C.M. Pennington-Richards
- 1962 : The Postman's Knock de Robert Lynn
- 1962 : Go To Blazes de Michael Truman
- 1962 : Le Fantôme de l'Opéra (The Phantom of the Opera) de Terence Fisher
- 1963 : Heavens Above! de John Boulting
- 1963 : A Jolly Bad Fellow de Don Chaffey
- 1964 : First Men in the Moon de Nathan Juran
- 1964 : Le Plus Grand Cirque du monde  (The World Circus)   de Henry Hathaway
- 1964 : Passage à tabac (Murder ahoy) de George Pollock
- 1964 : Les Premiers Hommes dans la Lune ( First men in the moon ) de Nathan Juran
- 1965 : You Must Be Joking de Michael Winner

### Scénariste
- 1930 : Children of Chance d'Alexander Esway
- 1931 : Kinder des Glücks d'Alexander Esway
- 1933 : Le Parfait Accord (Perfect Understanding) de Cyril Gardner
- 1935 : L'amour triomphe ou Drame à Hollywood (Falling in Love), de Monty Banks
- 1936 : Marie Tudor de Robert Stevenson
- 1937 : La Reine Victoria (Victoria the Great) d'Herbert Wilcox
- 1938 : Un divorce royal (A Royal Divorce) de Jack Raymond